# Conotrachelus camelus
Conotrachelus camelus – gatunek chrząszcza z rodziny ryjkowcowatych.

## Zasięg występowania
Ameryka Południowa, występuje w Brazylii.

## Budowa ciała
Przednia krawędź pokryw zakończona ostrogą, zaś w ich środkowej części podłużne garbki. Ubarwienie ciała brązowe z białymi plamami na bokach przedplecza (zachodzącymi na pokrywy) oraz na tylnym brzegu pokryw.